# Половинный Сивеж
Половинный Сивеж — река в России, протекает в Вологодской области, в Тотемском районе. Устье реки находится в 54 км по правому берегу реки Вожбал. Длина реки составляет 21 км.
Исток находится на Харовской гряде в 12 км к юго-западу от посёлка Крутая Осыпь (Муниципальное образование «Вожбальское») и в 42 км к северо-западу от Тотьмы. Половинный Сивеж течёт по лесному массиву на северо-восток, петляя между холмами. Крупных притоков нет. Впадает в Вожбал в черте посёлка Крутая Осыпь. Прочих населённых пунктов на берегах нет.

## Данные водного реестра
По данным государственного водного реестра России, относится к Двинско-Печорскому бассейновому округу, водохозяйственный участок реки — Северная Двина от начала реки до впадения реки Вычегда, без рек Юг и Сухона (от истока до Кубенского гидроузла), речной подбассейн реки — Сухона. Речной бассейн реки — Северная Двина.
По данным геоинформационной системы водохозяйственного районирования территории РФ, подготовленной Федеральным агентством водных ресурсов:
- Код водного объекта в государственном водном реестре — 03020100312103000008039
- Код по гидрологической изученности (ГИ) — 103000803
- Код бассейна — 03.02.01.003
- Номер тома по ГИ — 03
- Выпуск по ГИ — 0